# 巴耳·哈蒙

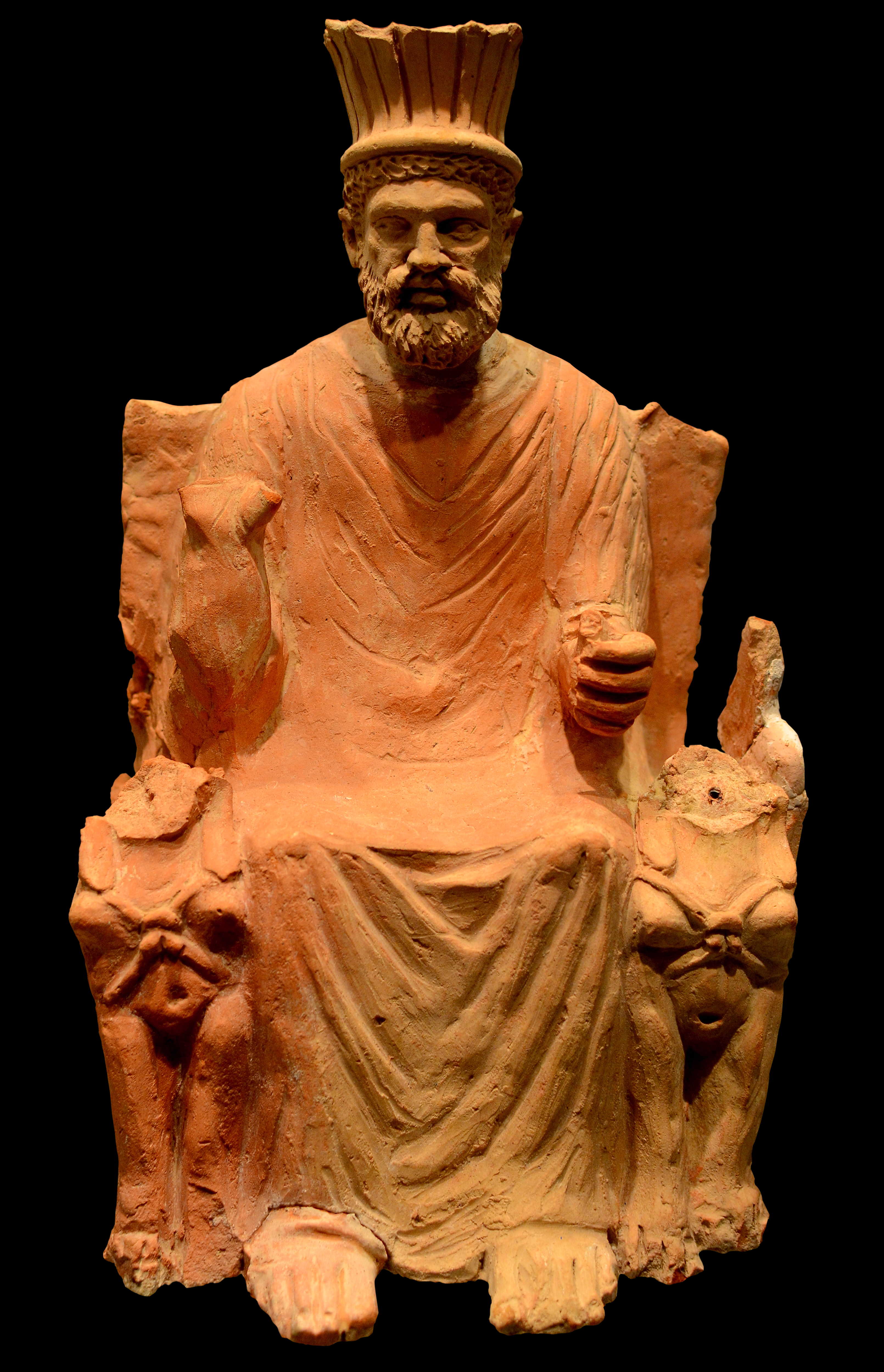
巴耳·哈蒙

巴耳·哈蒙（布匿語： [bʻl ḥmn] 错误：{{Transl}}：无法识别的语言/字母代码：腓尼基字母（帮助））是古迦太基神話中的主神。他也是天空之神、植物之神，形象是一位長有鬍鬚和公羊角的老人。其妻為塔尼特。
迦太基在希梅拉戰役中戰敗之後，與泰爾斷絕了外交關係，大約在這個時期，巴耳·哈蒙開始在迦太基擁有至高無上的地位。現代學者認為巴耳·哈蒙可能是在混雜了閃米特神祇埃爾和大袞而形成的。
古希臘人將巴耳·哈蒙比作希臘神話裡的克洛諾斯，古羅馬人則將他比作羅馬神話裡的薩圖爾努斯。第二次布匿戰爭之後，羅馬的農神節受到迦太基巴耳·哈蒙信仰的影響。